# Bunuri mobile din domeniul artă plastică clasate în patrimoniul cultural național al României aflate în Germania
Acestă listă conține bunurile mobile din domeniul artă plastică clasate în Patrimoniul cultural național al României aflate la momentul clasării în Germania.

## Fond
| Foto | Informații generale                               | Detalii tehnice                                 | Descriere                                   | Deținător                      | Legături |
| ---- | ------------------------------------------------- | ----------------------------------------------- | ------------------------------------------- | ------------------------------ | -------- |
|      | Lampa de la Drăghiceni Autor: Stoenescu, Eustațiu | Dimensiuni: 59 x 41 cm Material: ulei pe carton | Semnat stânga sus, cu negru, E. Stoennescu. | Colecții particulare, Germania | Cimec    |